# Атакующий Медведь
Атаку́ющий Медве́дь, Медве́дь, Кото́рый Рассе́ивает Свои́х Враго́в или Победоно́сный Медве́дь (лакота Matȟó Wayúhi (Матху Вайюхи), англ. Conquering Bear; ок. 1800 — 19 августа 1854) — вождь индейского племени брюле.

## Ранняя жизнь и совет в форте Ларами
Атакующий Медведь родился примерно в 1800 году в племени брюле, которое было одним из семи племён народа лакота. О ранней жизни Атакующего Медведя известно немного. В племени он был известен как бесстрашный воин, разумный вождь и мирный лидер своего народа. К 1851 году он уже имел представление о военной силе американцев и убеждал соплеменников не беспокоить караваны переселенцев, пытался разуверить лакота в том, что они могут одержать победу в войне с белыми людьми.
В 1849 году в поток белых переселенцев, двигавшихся по Орегонской тропе, влились тысячи золотоискателей, ринувшихся в Калифорнию. Напряжение между индейцами и белыми людьми нарастало. В том же году правительство США купило торговый пост на реке Ларами и разместило там военный гарнизон. Во избежание инцидентов с индейцами власти США решили провести совет с племенами Великих Равнин в форте Ларами. В феврале 1851 года Конгресс США выделил на него деньги.
Осенью 1851 года в форте Ларами собрались 12 тысяч индейцев. Прибыли лакота, шайенны, арапахо, кроу, шошоны, гровантры, ассинибойны, арикара, манданы и хидатса. Между племенами был заключён мир и обозначены границы их территорий. С правительством был подписан договор, согласно которому племена разрешили возводить на своих территориях дороги, торговые посты и форты, получив за это компенсацию. Так как вести дела с многочисленными лидерами племён было сложно, американцы решили назначить верховных вождей для каждого племени. Для лакота был выбран Атакующий Медведь, вождь одной из общин племени брюле. Сам Атакующий Медведь понимал, что быть верховным вождём всех лакота невозможно. Он пытался возразить, предлагал провести совет среди лакота, чтобы сами индейцы выбрали «главного» вождя, но в итоге американцам удалось его убедить.

## Инцидент с коровой
В июле 1854 года лакота ожидали свои ежегодные товары и находились в нескольких милях от форта Ларами вблизи от реки Норт-Платт. Индейцев собралось около 3 тысяч, присутствовали оглала, брюле и часть миннеконжу, гостивших у брюле. Лакота голодали, и среди них росло недовольство.
Мимо индейского лагеря продвигался мормонский обоз, который следовал в Юту. Позади обоза один из мормонов гнал хромую корову. Корова отстала, и переселенец, боясь индейцев, поспешил за караваном. Один из миннеконжу выстрелил в корову и убил её. Когда обоз прибыл в форт Ларами, мормон, который потерял корову, отправился к командующему и рассказал о случившемся, значительно преувеличив происшедшее. Лейтенант Флеминг не хотел начинать войну из-за полудохлой коровы, к тому же в форт прибыл Атакующий Медведь, чтобы лично уладить инцидент. Вождь предлагал любую лошадь из своего табуна и всячески пытался решить проблему мирным путём, он не хотел ввязываться в войну с белыми из-за коровы. Флеминг решил ничего не предпринимать до возвращения индейского агента Уитфилда, но один из офицеров форта, Джон Граттан, уговорил командующего отправить его в селение лакота, чтобы найти и арестовать виновного.

## Резня Граттана
Джон Граттан выступил из форта в сопровождении 30 добровольцев и с двумя горными гаубицами. Атакующий Медведь встретил войско Граттана и попытался договориться с молодым лейтенантом, вновь предложив любую лошадь взамен убитой коровы. Граттан потребовал привести виновного, не понимая того, что ни один из вождей лакота не имел достаточной власти, чтобы выдавать своих соплеменников. Высокий Лоб, воин миннеконжу, убивший корову, не согласился на арест. Он попросил вождей отойти и оставить его одного с солдатами, поскольку не хотел втягивать лакота в неприятности. Атакующий Медведь выгадывал время, чтобы обдумать сложившуюся ситуацию. Вожди лакота попросили Граттана подождать, чтобы ещё раз поговорить с Высоким Лбом; Атакующий Медведь напомнил офицеру о мирном договоре, подписанном в форте Ларами.
Но Граттан не собирался ждать, он отдал приказ, и пехотинцы произвели несколько выстрелов, после чего дали залп из гаубиц. Атакующий Медведь получил несколько ранений и упал, ещё несколько индейцев были ранены. Лакота накинулись на солдат и перебили почти всех в течение десяти минут, спастись удалось лишь одному, но и он скончался от ран через несколько дней. Вождь Атакующий Медведь умер несколько дней спустя. Даже находясь при смерти, он уговаривал соплеменников не мстить за него белым людям.
В гибели солдат многие американцы поспешили обвинить Атакующего Медведя, человека, который прикладывал все усилия, чтобы избежать вооружённого столкновения. Спустя много лет, когда документы о гибели отряда Граттана были изучены более подробно, вождь был признан невиновным.